# Arachnactidae
Penicillaria
Ordre
Famille
Les Arachnactidae sont une famille de cnidaires anthozoaires du groupe des Ceriantharia (les « cérianthes »), la seule de l'ordre des Penicilaria.

## Liste des genres
Selon World Register of Marine Species (8 juin 2021) :
- genre Anactinia Annandale, 1909
- genre Arachnactis Sars, 1846
- genre Arachnanthus Carlgren, 1912
- genre Dactylactis Van Beneden, 1897
- genre Isapiactis Carlgren, 1924
- genre Isarachnactis Carlgren, 1924
- genre Isarachnanthus Carlgren, 1924
- genre Isovactis Leloup, 1942
- genre Ovactis Van Beneden, 1897
- genre Paranactinia Carlgren, 1924

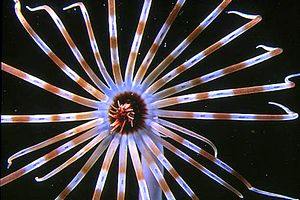
Arachnanthus oligopodus.

## Publications originales
- Ordre des Penicillaria :
  - (en) J. C. Den Hartog, « Descriptions of two new Ceriantharia from the Caribbean region, Pachycerianthus curacaoensis n. sp. and Arachnanthus nocturnus n. sp., with a discussion of the cnidom and of the classification of the Ceriantharia », Zoologische Mededelingen, NBC, vol. 51, no 14,‎ 1977, p. 211-242 (ISSN 0024-0672 et 1876-2174, OCLC 212304577, lire en ligne).
- Famille des Arachnactidae :
  - (en) J. Playfair McMurrich, Actiniaria of the Siboga Expedition. Part I, Ceriantharia, E. J. Brill, 1910, 48 p..